# A vihar
A vihar  (eredetileg angolul The Tempest) William Shakespeare komédiája, melyet feltehetően 1610–11-ben írt, először 1611-ben adták elő. Valószínűleg ez Shakespeare utolsó önálló darabja. A shakespeare-i komédiák középpontjában általában a szerelem vagy a házasság áll. Általában két szinten jelenik meg ez a téma; az egyik a magasabb társadalmi réteghez tartozó szereplők szerelmét jeleníti meg – itt Miranda és Ferdinand –, a másik szál pedig az alacsonyabb rangú szereplők humoros karakteréből adódik (Trinculo és Stephano).  A vihar fő témája a szerelem, de megjelenik az élet negatív oldala is; a gonoszság szintén jelen van. Ez azonban nem nyer nagyobb teret, a darab a szereplők békülésével ér véget, és azzal a lehetőséggel, hogy Ferdinand és Miranda szerelme ellensúlyozza apáik ellenségeskedését. Formailag tekintve, a szövegben megjelenik a próza és a blank verse is. A komikus jeleneteknél a próza dominál, míg a blank verse a komolyabb jeleneteknél fordul elő.  A Vihar egyetlen hivatalos szövege az Első fólióban található, amelyet 1623-ban adtak ki. A fólió szövegét Ralph Crane, a King’s Men írnoka jegyezte le. Először valószínűleg 1611. november 1-jén, vagy röviddel azelőtt adták elő az udvarban, így a keletkezésének dátuma szinte biztosan 1611. Ezután 1612–13 telén az Erzsébet hercegnővel való eljegyzése alkalmából I. Károly király udvarába látogató rajnai palotagróf szórakoztatására adhatták elő.

## Inspirációk
Az egyetlen olyan szöveg, ami kétségtelenül A vihar forrása, Montaigne esszéje A Kannibálokról (On Cannibals), amelyet Shakespeare John Florio 1603-as angol fordításában olvashatott el. Ebben az esszéjében Montaigne annak a meggyőződésének ad hangot, miszerint az Új Világ egy, a civilizációtól teljesen elkülönült, természetes életforma megtestesítője. Erre utalhat például Gonzalo beszéde – amely egyben a primitív életformáról alkotott romantikus szemlélet szatírája – a második felvonásban, melyben a szigeten létrehozandó új társadalmi forma felépítését tervezgeti. 
Ezeken kívül még felfedezhető a műben a bukolikus tragikomédia, a commedia dell’arte egyik alfajának hatása, amely a 16. századi Itáliában közismert volt. Ezek a darabok rendszeresen egy távoli, Paradicsomot idéző szigeten játszódtak, és volt rá példa, hogy egy tipikusan bottal és könyvekkel felszerelt jóakaratú mágus állt a főszerepben. 
1610-ből három szöveg hatása felfedezhető még fel a műben. Ez a három szöveg arról a hajótörésről szól, amely a Nyugat-Indiákban történt. 1609-ben a Sea Venture nevű hajó 500 telepest vitt a fedélzetén, de a Bermudákon egy vihar következtében július 29-én eltűnt, majd 1610-ben az utasok egy része elérte Jamestownt. Robert Eden History of Travel, valamint A History of Travel-ből származik Sycorax istenének a neve (Setebos), a Ovidius Átváltozások című művéből pedig Prospero búcsúja a mágiától. 

## Cselekmény
|  | Alább a cselekmény részletei következnek! |

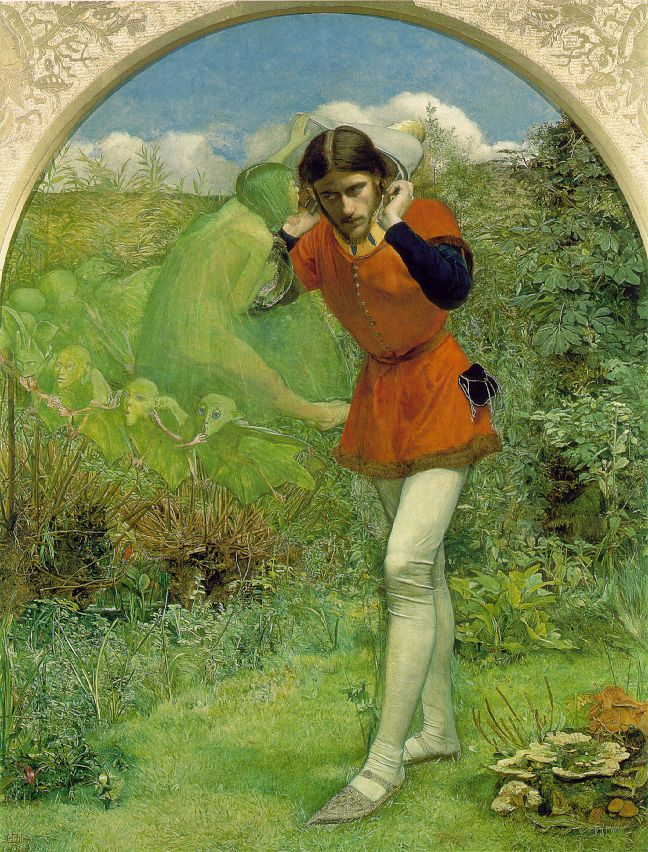
Ferdinand Arielt követi

Az első jelenet azzal indul, hogy Alonso, Nápoly királya, tengeren tér vissza lánya esküvőjéről, de egy vihar következtében hajótörést szenved.
A második jelenetben jelenik meg Prospero, korábban Milánó hercege, és elmeséli lányának, Mirandának, hogyan veszítette el pozícióját tizenkét évvel korábban. Bátyja, Antonio döntötte meg hatalmát Alonso, Nápoly királyának segítségével. Antonio és Alonso megbíznak egy nemest, Gonzalót, hogy hagyja a tengeren veszni Prosperót és lányát, Mirandát. Ő azonban megsajnálja őket: élelmet, ruhát, és Prospero szeretett könyveit adja nekik. 
Prospero és Miranda egy szigetre kerül, ahol rátalálnak egy tizenkét éves fiúra, Calibánra. Ő anyja, Sycorax révén került a szigetre, akit ide száműztek, és aki még Prospero érkezése előtt meghalt. Kezdetben Prospero befogadja és tanítja Calibant, de miután Caliban megpróbálja megerőszakolni Mirandát, ellene fordul. Ezáltal egy alárendeltségi viszony alakul ki közöttük, Caliban az örökbefogadott fiú szerepéből átkerül a rabszolgáéba. Prospero rátalál Arielre, akit mágiája segítségével megszabadít Sycorax varázslatától, aki ezért engedelmességgel tartozik neki egy megszabott ideig. Az ő utasítására Ariel okozza a vihart, ami Alonso hajótöréséhez vezet.
Ariel, ugyanígy Prospero parancsára, elvezeti Ferdinandot hozzájuk, amikor Ferdinand megpillantja Mirandát, és egy istennővel azonosítja. Miranda szintén vonzódni kezd Ferdinandhoz, aki az első férfi, akit lát Prospero és Caliban után. Miranda és Ferdinand egymásba szeretnek. Prospero ezt látván úgy dönt, hogy akadályokat gördít eléjük, hogy ezáltal erősítse szerelmüket.
Mindeközben Alonso fiát gyászolja, akiről azt gondolja, vízbe fulladt, ennek ellenére tovább keresik. Egy alkalommal a keresésben elfáradva lepihennek. Míg Alonso alszik, Antonio azt javasolja Sebastiannak, hogy öljék meg, így megszerezhetik a trónt. Ariel viszont felébreszti Alonsót, így megakadályozza, hogy megölhessék.
Ezalatt a szigeten Caliban találkozik Trinculóval és Stephanóval. Stephano alkoholt ad Calibannak, ami miatt Caliban azt hiszi hogy ő egy isten, mert ilyen folyadékkal rendelkezik. Ezért felajánlja Stephanónak, hogy szolgálni fogja és a sziget urává teszi. Arra buzdítja őt, hogy ölje meg Prosperót. Amikor Prosperóhoz indulnak, Ariel csapdába ejti őket és figyelmezteti Prosperót.
Alonso és kísérői nem találják Ferdinandot, néhány szellemmel viszont találkoznak, akik egy lakomát tálalnak eléjük. Mielőtt azonban enni tudnának belőle, Ariel hárpiaként a Prospero ellen elkövetett bűneikre emlékezteti őket. A lakoma eltűnik, Alonsót pedig eltölti a gyász érzése. Sebastian és Antonio viszont nem éreznek bűntudatot.
Prospero elismeri Ferdinandot Miranda jegyeseként, Calibant és két szövetségesét megbünteti. A gyilkossági kísérlet meghiúsul. A darab végére Prospero eléri célját, megmutatja Alonsónak, Sebastiannak és Antoniónak, hogy milyen bűnöket követtek el. Alonso visszaadja a hatalmat Prosperónak, és bocsánatát kéri. Prospero ezután elmondja, hogy Ferdinand él, Prospero és Alonso békét kötnek egymással, amit Miranda és Ferdinand házassága megszilárdít. Prospero szabadon engedi Arielt, és búcsút mond varázserejének.
|  | Itt a vége a cselekmény részletezésének! |

## Fontosabb szereplők

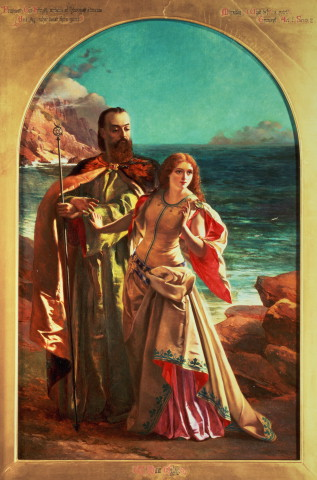
Prospero és Miranda

### Prospero
A darab legdominánsabb szereplője Prospero, aki a cselekményt mind terjedelmében, mind dramatikailag befolyásolja. Személye és szerepe rendkívül ellentétes: egyszerre Milánó hercege, az arisztokrácia tagja, és egyszerű tanítómester. Prospero nem egyszerűen egy tipikus varázsló, aki az ezoterikus tudományokat gyakorolja, hanem egyben egy fehér mágiában jártas újplatonikus mágus is. Varázsköpenye nélkül erőtlen, viszont ha felölti, a népmesebeli Tündérország leghatalmasabb királyának szerepét tölti be. Varázserejét hosszú és elmélyedő tanulmányainak köszönheti, míg a boszorkány Sycorax az ördöggel való közösködésből szerezte saját tudását.

### Caliban

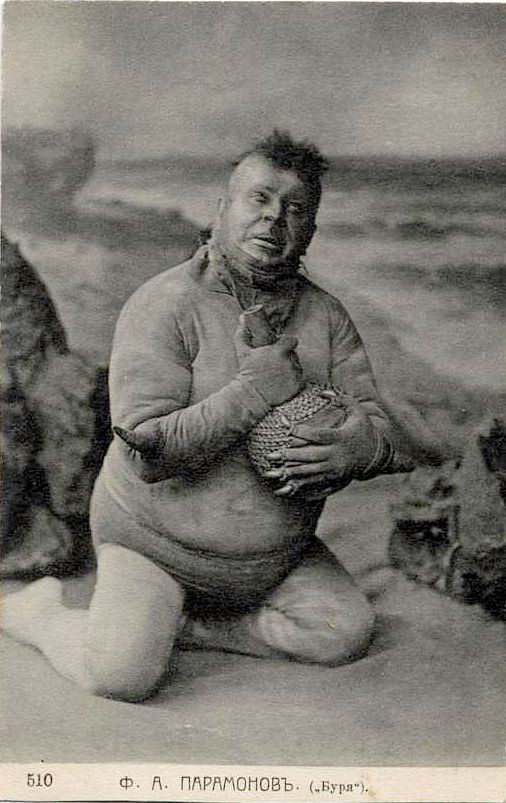
Fjodor Paramonov Caliban szerepében

Caliban származásáról kevés információ áll rendelkezésünkre. A Folio szerkesztői vademberként, rabszolgaként jellemzik. Ezen kívül még alaktalannak, rettenetesnek is festik, de konkrét leírást külsejére vonatkozóan a darabból sem kapunk. Caliban anyja egy boszorkány, Sycorax volt, apjáról nem derül ki semmi, azonban Prospero egyszer megjegyzi, hogy minden bizonnyal az ördögtől származik. Ez akkoriban elterjedt hiedelem volt, hogy a boszorkányokat együtt emlegették az ördöggel. 
Caliban neve maga a kannibál (“cannibal”) szó anagrammája. A legtöbb Erzsébet korabeli néző valószínűleg egyből egy erdei vademberrel azonosította őt. A 16. század utolsó évtizedeiben Caliban színházi ábrázolása egyre inkább az ókori szatírokéra kezdett el hasonlítani. Ezzel együtt Calibánnak – a goblinokhoz hasonlóan – alantas munkát teljesítve kell szolgálnia Tündérország királyát. 

## Fordítások
Karl Friedrich Hensler Der Sturm című bécsi átdolgozásának 1812-es magyar fordítása kézirat formájában maradt fenn, Tengeri Szélvész Egy mulatságos Víg énekes Játék két Felvonásban címmel. A fordító személye ismeretlen. Az első teljes magyar fordítás prózában 1845-ben jelent meg, szerzője Lemouton Emília. Ezt Vargha Ágnes Shakespeare-drámák magyarul c. művében „zavaros, érthetetlen, magyartalan” írásként jellemezte. 
Az első formahű fordítást az akkor 15 éves Zalafi Kornél (ifj. Ábrányi Kornél írói álneve) írta meg, azonban a Kisfaludy Társaság elutasította a hozzájuk 1865-ben benyújtott IV. felvonást. Szász Károly 1870. évi fordítását viszont elfogadta a Kisfaludy társaság, és meg is jelent a Társaság Shakespeare kiadásának XI. kötetében.
Babits Mihály fordítása 1916-ban, Shakespeare halálának 300. évfordulójára született. Mészöly Dezső fordítása Shakespeare új tükörben című kötetében jelent meg 1972-ben.  A legújabb fordítás Nádasdy Ádám nevéhez fűződik, 2007-ben jelent meg.

## Színháztörténet
A Nemzeti Színház a darab 1874-es bemutatójához Szász Károly fordítását használta fel, viszont az 1945-46-os évadban már Babits Mihály fordítására alapozva adták elő. A Madách Színház 1960-ban Mészöly Dezső fordítását mutatta be. Kecskeméten 1967-ben, Pécsett 1975-ben került bemutatásra. A Magyar Televízióban 1976-ban előadott változatot - Mészöly Dezső fordítását felhasználva - Horváth Z. Gergely rendezte. 